# Micropelecotoides parallelus
Micropelecotoides parallelus is een keversoort uit de familie waaierkevers (Rhipiphoridae). De wetenschappelijke naam van de soort is voor het eerst geldig gepubliceerd in 1924 door Pic.